# La Raza (banda)
La Raza es una banda peruana de rap alternativo, que en los 90s se caracterizó por su actitud contestataria y sus letras de concientización social, fusionó el rock fuerte con el reggae , punk , funk y hip hop, la banda se separó en 2000. En 2011 el vocalista y compositor de casi todos los temas de la banda Nicolás Chiesa (bajo el seudónimo de Niko Mann) anuncia el regreso esta vez con nuevos integrantes denominándose La Raza 2.0.

## Historia
La banda se formó en el año 1995 en Lima , estuvo conformada por el vocalista Nicolás Chiesa un rapero de nacionalidad argentina, Alec Marambio en guitarra, Noel Marambio en bajo, Rafael Fusa Miranda en saxo y Sergio Sarria en batería. El estilo de la banda fue muy característico por el sonido de los hermanos Alec y Noel Marambio, quienes imprimían desde sus afilados instrumentos (guitarra y bajo, respectivamente) potentes riffs de rock duro, con rítmicas hip-hoperas, que les significó un sonido de suburbio, callejero; el saxo de Rafael Fusa flotaba frenético sobre las intensas bases; aplicando todo su background jazz a esta dinámica de poder en el groove y la batería de Sergio Sarria alcanza ribetes de toque funk a la neoyorquina, con mucha fuerza y solidez, que imprime una presión sónica pocas veces vista en el medio.
Las líricas de protesta, reivindicatorias del concepto de raza como algo que nos une, fueron muy bien acogidas por la legión de seguidores que se iban multiplicando a pasos agigantados es debido a ello que La Raza se hizo de un nombre en la escena local en Lima.
Un factor importante para que la buena música del grupo peruano no fuera muy publicitada era quizás los temas bastante susceptibles que algunos casos tocaban como el mestizaje peruano , el abuso de autoridad y quizá el factor por el cual muchos conciertos de la banda fueron cancelados en vivo : la Marihuana, el vocalista hablaba explícitamente sobre su consumo y sus ideas respecto a esta hierba por motivo de ello muchos conciertos de la banda fueron cancelados y otros suspendidos en vivo. La banda se separó en el año 2000 tras incluir en la batería a Giorgio Bertoli , luego algunos de sus integrantes como Alec Marambio se uniría a Zen y Nicolás Chiesa empezaría una carrera esta vez enfocada solo en el reggae.
En 2011 Niko Chiesa (vocalista) da una serie de conciertos solo con el como único miembro original y denominándose La raza 2.0.
En octubre de 2014 La formación original (menos el saxo) de La Raza se vuelve a juntar para tocar en el Estadio Nacional del Perú en el contexto de un festival de rock.
En la actualidad LA RAZA continúa presentándose esporádicamente.

## Discografía

### Cambio o destrucción (1999)
Primer disco de la banda lanzado en 1999.
1. Sangre
2. Corazón
3. El pueblo es el poder
4. Juego muerto
5. La serpiente
6. Por amor
7. Víctimas
8. Paz
9. No digas
10. Progrexeso
11. Desobedece
12. Gente

### Demo 1998 (1998)
Grabado en 1997 y lanzado en 1998 , este disco contó con la participación de Wicho García como ingeniero de sonido , producido por La Raza.
1. A mi no wanna
2. El cuarto verde
3. Insurrección
4. La Pose
5. La Raza
6. Sábado
7. Sigue no más
8. Tu territorio
9. Y Mis Sueños Que?

### Vivo/Demo 98
Grabado en el Festival Niño Malo en abril de 1998.
1. Dale Dale
2. Tu Territorio
3. Espíritu Americano
4. Sigue Nomas
5. Insurrección
6. Sábado
7. La Pose
8. Cuarto Verde
9. La Raza
10. A Mi No Wanna